# Ramiro Artieda
Ramiro Artieda alias Alberto González (* 4. September 1889; † 3. Juli 1939 in Cochabamba) war ein bolivianischer Serienmörder.

## Leben
Ramiro Artiedas erstes Opfer war sein Bruder Luis. Diesen tötete er Anfang der 1920er-Jahre, um Alleinerbe des Vermögens und des Landbesitzes seiner Familie zu werden und so seiner Verlobten einen höheren Lebensstandard bieten zu können. Obwohl er unmittelbar nach der Tat unter Verdacht geriet, konnte sie ihm zunächst nicht nachgewiesen werden. Seine Verlobte verließ ihn jedoch deswegen. Daraufhin wanderte Artieda in die USA aus und wurde Schauspieler. Am Ende des Jahrzehnts kehrte er nach Bolivien zurück und tötete bis Ende 1938 in Cochabamba, Oruro und La Paz sieben junge Frauen. Alle Opfer waren zum Zeitpunkt ihres Todes 18 Jahre alt und ähnelten seiner ehemaligen Verlobten. Alle lockte er in einen Hinterhalt und erwürgte sie dann. Hierzu gab er sich mal als Collegeprofessor, mal als Handelsvertreter und einmal sogar als Mönch aus.
Nachdem am 9. Mai 1939 einer jungen Frau die Flucht gelungen war, wurde Artieda in seiner Wohnung in Cochabamba, die er auf den Namen Alberto González angemietet hatte, festgenommen. Er legte ein alle acht Taten umfassendes Geständnis ab, wurde in allen Fällen für schuldig befunden, zum Tode verurteilt und am 3. Juli 1939 im Hof des Gefängnisses von Cochabamba durch ein Erschießungskommando hingerichtet.